# Daniel Teklehaimanot
Daniel Teklehaimanot Girmazion (Debarwa, 10 de noviembre de 1988) es un ciclista profesional eritreo.

## Biografía
Tras ser uno de los ciclistas del África negra más destacados de su continente debutó como profesional en el modesto equipo Amore & Vita-McDonald's a finales del 2008 aunque no llegó a disputar ninguna carrera oficial en Europa. A partir de ahí fue "reclutado" por el Centro de Ciclismo Mundial de la UCI en Aigle (Suiza) para formarlo como ciclista y seguir su progresión, dándose a conocer internacionalmente al finalizar 6º en el Tour del Porvenir del 2009 con el combinado mixto de la UCI, con solo 20 años cuando los corredores que estuvieron por delante de él tenían de 21 a 23 años. Con ese combinado además de carreras profesionales de la Copa de las Naciones combinó pruebas amateurs logrando alguna victoria en Europa.
A finales del 2010 fue fichado por el equipo Cervélo Test Team disputando las clásicas italianas del G. P. Bruno Beghelli y Gran Piemonte y la francesa de la Châteauroux Classic de l'Indre con discretos resultados pero pudiendo acabar las tres pruebas.
Cuando sus compromisos deportivos en Europa se lo permiten sigue disputando el calendario ciclista africano donde es uno de los grandes dominadores. Por ejemplo en el 2010 fue triple campeón de África: contrarreloj por equipos, contrarreloj y en ruta. 
El 9 de agosto de 2011 se confirmó su fichaje para 2012 por el equipo australiano del GreenEDGE convirtiéndose en el primer ciclista profesional del África negra en correr en la máxima categoría del ciclismo y en una Gran Vuelta (Vuelta a España 2012).
Para la temporada 2013 el eritreo tuvo problemas con los visados y solo pudo participar en el Critérium del Dauphiné, y en la Clásica de Ordizia, la cual ganó atacando en los últimos 2,5 km sorprendiendo a los ocho ciclistas que lo acompañaban en fuga.
En 2014 fichó por el equipo africano MTN Qhubeka. Un año más tarde, el equipo fue invitado al Tour de Francia 2015.

## Palmarés
| 2008 - Campeonato de Eritrea en Ruta 2010 - 1 etapa del Coupe des Nations Ville Saguenay (como amateur) - Campeonato Africano Contrarreloj - Campeonato Africano en Ruta - Tour de Ruanda, más 1 etapa 2011 (como amateur) - 1 etapa de la Tropicale Amissa Bongo - Campeonato de Eritrea Contrarreloj - 2.º en el Campeonato de Eritrea en Ruta - Kwita Izina Tour, más 3 etapas - 1 etapa del Tour de Argelia - Campeonato Africano Contrarreloj - 2.º en el UCI Africa Tour 2012 - Campeonato de Eritrea Contrarreloj - Campeonato de Eritrea en Ruta - Campeonato Africano Contrarreloj | 2013 - Clásica de Ordizia - Campeonato Africano Contrarreloj 2015 - 2.º en el Campeonato Africano Contrarreloj - Campeonato de Eritrea Contrarreloj 2016 - 3.º en el Campeonato Africano Contrarreloj - Campeonato de Eritrea Contrarreloj - Campeonato de Eritrea en Ruta 2017 - 3.º en el Campeonato de Eritrea Contrarreloj 2018 - Campeonato de Eritrea Contrarreloj |

## Resultados en Grandes Vueltas y Campeonatos del Mundo
| Carrera              | Carrera              | 2008 | 2009 | 2010 | 2011  | 2012  | 2013 | 2014 | 2015 | 2016 | 2017  | 2018 | 2019 |
| -------------------- | -------------------- | ---- | ---- | ---- | ----- | ----- | ---- | ---- | ---- | ---- | ----- | ---- | ---- |
|                      | Giro de Italia       | —    | —    | —    | —     | —     | —    | —    | —    | —    | 111.º | —    | —    |
|                      | Tour de Francia      | —    | —    | —    | —     | —     | —    | —    | 49.º | 85.º | —     | —    | —    |
|                      | Vuelta a España      | —    | —    | —    | —     | 146.º | —    | 47.º | —    | —    | —     | —    | —    |
| Mundial en Ruta      | Mundial en Ruta      | —    | —    | —    | 143.º | —     | Ab.  | —    | —    | Ab.  | —     | —    | Ab.  |
| Mundial Contrarreloj | Mundial Contrarreloj | —    | —    | —    | —     | —     | 54.º | —    | —    | —    | —     | —    | —    |

—: no participa

Ab.: abandono

## Equipos
- Amore & Vita-McDonald's (2008)
- Combinado mixto de la UCI (amateur) (2009-2010)[6]
- Cervélo Test Team (2010)[7]
- Selección de Eritrea (amateur) (2011)
- GreenEDGE (2012-2013)
  - GreenEDGE Cycling Team (2012)
  - Orica-GreenEDGE (2012-2013)
- MTN-Qhubeka/Dimension Data (2014-2017)
  - MTN-Qhubeka (2014-2015)
  - Dimension Data (2016-2017)
- Cofidis, Solutions Crédits (2018)